# Itaywiy
Itaywiy, nekadašnje selo Luiseño Indijanaca. U drugoj polovici 19. stoljeća nalazilo se u blizini misije San Luis Rey, na jugu Kalifornije. Spominje ga Taylor u Cal. Farmer, (1860).
Swanton ovo selo nema na svojem popisu, dok Hodge ovim imenom naziva i jednu skupinu ili rancheriju Kamia Indijanaca